# Nicola Beauman
Nicola Beauman (de soltera Mann, 20 de junio de 1944 en Londres) es una biógrafa y periodista británica, y fundadora de Persephone Books, una editorial de libros independiente con sede en Bath.

## Estudios
Beauman fue a la escuela para niñas de St Paul's Girls 'School y a Newnham College en Cambridge.

## Carrera profesional
Beauman llamó la atención sobre las escritoras de clase media con su encuesta de 1983 A Very Great Profession: The Woman's Novel, 1914-1939. Su investigación muestra cómo las representaciones literarias de la domesticidad femenina podrían desafiar estos estereotipos sociales. Gran parte de los escritos posteriores de Beauman han sido biografías literarias.

## Persephone Books
Persephone Books de Beauman es una editorial que publica principalmente escritoras. Fundada en 1998 como editorial por correo, sus ventas se realizan ahora principalmente a través del sitio web. En mayo de 2021, la tienda minorista de la compañía se mudó de Bloomsbury en Londres a Bath.
Según The Guardian, Beauman fundó Persephone Books para publicar novelas 'olvidadas' de mujeres, muchas de las cuales había escrito en A Very Great Profession: The Woman's Novel 1914-39, publicada originalmente por Virago en 1983 y reeditada en 2008 por Persephone Books. Todos los libros vienen en una cubierta gris uniforme, que Beauman ve como "garantía de una buena lectura", y contienen guardas que usan patrones o impresiones del año en que se publicó por primera vez.
En una entrevista con la periodista Leonie Cooper, Beauman señalaba que cuando comenzó la editorial las cosas eran difíciles: "Teníamos muchos libros amontonados en el almacén, pero luego obtuvimos un bestseller, que tuvo mucha suerte". Ese bestseller fue Miss Pettigrew Lives for a Day de Winifred Watson, que Persephone Books publicó en 2000. Desde entonces, Persephone Books ha seguido publicando varios libros al año y actualmente tiene 139 títulos impresos, incluidas novelas de Dorothy Whipple, Virginia Woolf, RC Sherriff, Katherine Mansfield y EM Delafield.

## Publicaciones
- A Very Great Profession: The Woman's Novel, 1914-1939, Virago (Londres), 1983.
- Cynthia Asquith (biografía), Hamilton (Londres), 1987.
- Morgan: A Biography of the Novelist E. M. Forster, Hodder and Stoughton (Londres), 1993, Knopf (Nueva York), 1994.
- The Other Elizabeth Taylor, Persephone (Londres, Inglaterra), 1993.